# Бранко Савић (музичар)
Бранко Савић (Ћуприја, 1959) српски и југословенски је хард рок певач, текстописац и композитор чије се име највише везује за рад у хард рок групи Метро.

## Биографија
Рођен је у Ћуприји, 31. јануара 1959. године, али је цео свој живот и рад везао за Параћин.
Музиком (певањем и свирањем бас гитаре) је почео да се бави још као средњошколац око 1975. године наступајући у више локалних бендова. Први његов озбиљнији рад у музици се бележи у параћинском бенду Атоми почетком јесени 1978. године у коме је Бранко певао и свирао бас гитару.
По завршетку средње школе, Бранко у Kрагујевцу октобра 1978. године уписује Економски факултет. Већ почетком 1979. године, он постаје и певач крагујевачког састава Месечева Потковица.
Априла 1980. године, Бранко поново на кратко постаје члан параћинских Атома у коме је певао и свирао бас гитару.
У другој половини априла 1980. године, Бранко накратко оснива бенд Лед у Параћину у коме је такође био певач и басиста, док је гитару тада свирао Ненад Јовановић Шека, а клавијатуре Саша Kрстић. Са тим бендом, Бранко наступа у Сењу за 1. мај 1980. године.
Након ове кратке епизоде, Бранко постаје певач Паракинове Деце у то време  најозбиљнијег параћинског рок бенда сменивши са места вишегодишњег вокала тог бенда Будимира Вељковића Буцу Грнета.
За све ово време, Бранко је паралелно наступао и са крагујевачким бендом Месечева Потковица који је (између осталог) био и предгрупа на опроштајном концерту групе Смак у Kрагујевцу, у хали Језеро 19. јуна 1981. године пред око 7.000 људи.
У септембру 1981. године улази у групу  Wест из Светозарева на место вокала, а сам бенд после непуних месец дана од Бранковог доласка мења свој назив у Метро, као и свој музички израз са Симфо/Џез/Рок на Хард Рок. (видети даље под Метро - званична Bикипедија).
У јуну 1983. године, Бранко завршава Економски факултет у Kрагујевцу а за све време његовог студирања он паралелно и неуморно ради у свом матичном бенду Метро.
У пролеће 1986. године, Бранко заснива породицу и почиње да ради у ТП Шумадија на разним руководећим местима, а у септембру исте године одлази на одслужење војног рока са ког се враћа у септембру следеће 1987. године када и наставља рад у истом предузећу.
Године 1994. Бранко је један од суоснивача мото клуба White Angels који је те године преместио своју управу из Ћићевца у Параћин.
У ТП Шумадија, Бранко остаје све до 2000. године, од када постаје директор ЈKП Стандард све до 2003. године када се посвећује приватном бизнису заступајући једну страну компанију у свом граду, а 25. јула 2005. године оснива и своју приватну фабрику за производњу кондиторских производа под називом Cassato Food d.o.o. Paraćin.
Током скоро целе своје професионалне музичке каријере, Бранко свој рад у музици везује за бенд Метро током неколико етапа и то паралелно радећи и свој посао у економској струци. Захваљујући својим изузетно високим регистрима певања и свом карактеристичном и уникатном гласу, Бранко Савић је остао упамћен као један од најозбиљнијих вокала Хард Рок правца на територији екс ЈУ чије се име и данас у музичким круговима изговара са дубоким поштовањем и пијететом.
Због свог изузетног ентузијазма према музици, Бранко Савић је једини оригинални члан групе Метро који и дан данас предводи овај бенд неуморно компонујући материјал за нов албум, а (између осталог) се бави и организацијским пословима бенда. 

## Музички узори
- Brian Francis Johnson
- Mark Fredrick Farner
- Paul Bernard Rodgers
- Ian Gillan
- David J. Coverdale
- Robert Anthony Plant
- John Weldon J.J. Cale
- Freddie Mercury
- Roger Harry Daltrey CBE
- John Cameron Fogerty
- David Byron Garrick
- John Francis Anthony Jaco Pastorius III
- sir George Ivan Van Morrison OBE
- Miles Dewey Davis III
- John Mayall OBE
- John William Coltrane